# Rodrigão
Rodrigo Dias Carneiro (Uberlândia, Minas Gerais, Brasil, 20 de mayo de 1972), conocido como Rodrigão, es un exfutbolista brasileño que jugaba de centrocampista. Se dio a conocer tras su paso por los equipos Real Sporting de Gijón y Málaga C. F., jugando posteriormente en el C. D. Manchego de Ciudad Real y en el Guadix, todos ellos de España.
Es recordado por haber anotado el gol número 1500 del Sporting de Gijón en la Primera División de España, que a su vez fue el único que consiguió marcar con este equipo.
- Datos: Q3940036